# Niverville (Manitoba)
Niverville è un comune (town) del Canada, situato nella provincia di Manitoba, a circa 30 km da Winnipeg.